# Annette Schwartz
Annette Schwarz (nascuda el 26 de març de 1984) és una actriu porno alemanya i model de glamur (fetitxista).

## Biografia
Va néixer a Baviera i es va mudar a Múnic als 18 anys, on va aconseguir treballar com a infermera, aconseguint la independència econòmica dels seus progenitors. En 2002, recentment complerts els 18, va signar el seu primer contracte amb la famosa productora de cinema per a adults extrem de John Thompson, per la qual ha actuat en més de 50 pel·lícules.
Bàsicament aquestes pel·lícules es caracteritzaven per mostrar-la involucrada en la pràctica sexual grupal cridada Bukkake, on diversos homes ejaculen en la seva boca i, per tant, ella després empassa el semen íntegrament, algunes vegades de diverses quantitats o per ejaculacions particulars.

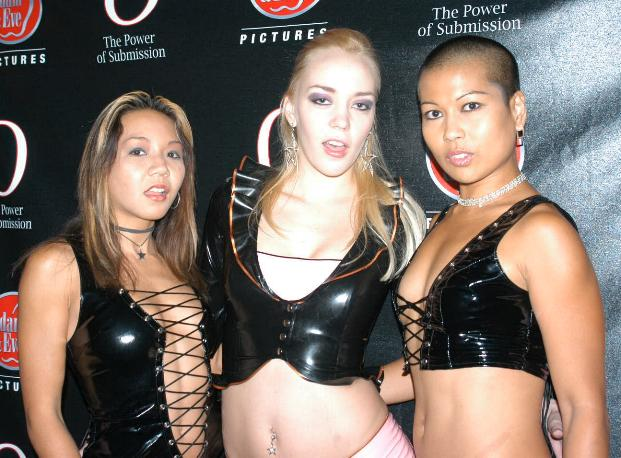
Keeani Lei, Annette Schwarz i Max Mikita.

També és reconeguda per practicar la ingesta d'orina en diverses ocasions; la podem veure en diverses de les pel·lícules de Thompson bevent quantitats il·limitades d'orina de diferents homes, estant de vegades lligada o emmordassada amb elements del BDSM, i unes altres mantenint relacions sexuals anals o vaginals mentre diversos homes orinen en la seva boca.
Després de diversos anys de treballar amb Thompson, va començar a treballar en produccions per a altres segells Private, Bad Angel, Xarxa Light District, etc.
Schwarz ha actuat en diverses ocasions en pel·lícules BDSM.
Belladonna, Jack Napier, Jake Malone, Joey Silvera i Rocco Siffredi (Evil Angel) han realitzat films amb Schwarz. Rocco la va triar com l'Actriu porno principiant Premi Venus a Alemanya 2005, quan ell va rebre el premi per la seva trajectòria en la indústria.
Té una empresa de producció des de 2008 i va signar amb Bad Angel el 2007 a la gala dels premis AVN, on va dir que li "agradaria seguir com a actriu porno durant uns anys més, després m'agradaria començar una carrera de productora, per no semblar de 40 anys quan en compleixi només 25."

## Premis
- 2009 Premi AVN Millor escena de sexe oral per Face fucking inc. 3.[2]